# Sümmern
Sümmern ist ein Stadtteil der Stadt Iserlohn im nordwestlichen Sauerland. Ende 2023 hatte Sümmern rund 6000 Einwohner.

## Geschichte
Durch steinzeitliche Funde im Bereich des heutigen Iserlohns wird nahegelegt, dass dort bereits lange vor dem Mittelalter Siedlungen entstanden.
In den Annalen ist nachzulesen, dass 1180 der an der Stelle des heutigen Sümmerns gelegene Ort nach dem Sturz Heinrichs des Löwen unter die Verwaltung des Erzbischofs von Köln geriet.
1204 wird erstmals ein Ort namens Sumberne oder Sumburen schriftlich erwähnt und das Haus Sümmern wird urkundlich an einen Gerlach übertragen. Vermutlich starb dessen Familie mit Johann von Sümmern genannt Stockebrant, der urkundlich 1394–1414 erscheint, aus. Seine Tochter, Sophia (Fya) von Sümmern, brachte die Herrschaft an ihren Gatten Adolf von der Recke († 1430/1431). Der benachbarte adlige Hof Hembrock war Stammsitz der Familie Calf von Hembroke, die in den Jahren 1257–1410 urkundlich genannt wird und mit den von Summern eng verwandt war, auch ein fast gleiches Wappen führte. Um 1400 wanderten Angehörige der Familie von Summern genannt Kalff ins Baltikum aus. Spätestens 1528 war der Hof Hembrock wieder mit der Herrschaft Sümmern verbunden. 1755 wurde nachweislich ein Adelssitz in Sümmern errichtet, der Herrensitz Haus Sümmern. Er befand sich gegenüber der heutigen Grundschule. Bis ins 18. Jahrhundert schafften es die Grundherren, ihre Rechte (zum Beispiel eigene Kriminal- und Hofesgerichtsbarkeit) zu wahren.
1880 entstand am selben Ort ein neues Herrenhaus in spätklassizistischem Baustil. Es wurde 1977 abgebrochen, heute befindet sich dort eine Parkanlage. Drei Wappensteine des Adelssitzes Sümmern sind erhalten und wurden als Erinnerung auf dem Gelände der Grundschule aufgestellt. Siehe dazu die Liste der beweglichen Denkmäler in Iserlohn.
Von 1802 bis zum Ende 1974 wird Sümmern eine Gemeinde im ehemaligen Amt Menden, damals Kreis Iserlohn. Am 1. Januar 1975 wird der Ort dann zwischen Iserlohn und Menden aufgeteilt. Der weitaus größte Teil mit dem Hauptort wird als Stadtteil gleichen Namens der Stadt Iserlohn zugeordnet. Das kleine Ostsümmern kommt zur Stadt Menden.
Mit der französischen Gemeinde Laventie wurde 1964 eine Partnerschaft begründet und 1967 offiziell besiegelt. Diese ging im Zuge der kommunalen Neugliederung acht Jahre später auf die Stadt Iserlohn über.

## Geografie
Sümmern besteht im Wesentlichen aus drei Teilen, dem alten Teil mit dem Ortskern, dem Neubaugebiet und dem Industriegebiet. Der Stadtteil wird auch „Kirschblütendorf“ genannt, da im Frühling in der Parkanlage Sümmerns, auf dem angelegten Kreisverkehr und auf den umliegenden Rasenflächen Kirschbäume blühen.
Neben Griesenbrauck zählt zu Sümmern auch das landwirtschaftlich geprägte Bilveringsen an der Grenze zur Stadt Hemer und ein Flurstück mit dem Namen Wulfringsen am Rande Kalthofs.

## Vereine
In Sümmern sind mehrere Vereine beheimatet wie z. B. die Schützenbruderschaft St. Sebastian 1842 e. V. Sümmern, die DJK Sümmern e. V. und die Sportfreunde Sümmern.

## Sehenswürdigkeiten
- Die 2017 renovierte katholische Pfarrkirche St. Gertrudis war über viele Jahre Sümmerns geistliches Zentrum. Es ist ein klassizistischer Bau aus dem Jahr 1832 (Einweihung). Auf dem Kirchplatz befindet sich ein Mahnmal zum Andenken an die Opfer des Krieges von 1870/ 71 sowie des Ersten Weltkrieges. Es wurde 1935 von der politischen Gemeinde Sümmern gestiftet. Davor erinnert eine Gedenkplatte an die Gefallenen des Zweiten Weltkrieges.

- Der einzige barocke Zentralbau im gesamten Iserlohner Stadtgebiet ist bis heute die katholische Kreuzkapelle oberhalb des Friedhofs (auch St.-Antonius-Kapelle genannt). Sie wurde von dem Burgherrn von Sümmern, Freiherr von Syburg gestiftet und erhielt ihre Benediktion im Jahr 1767.

- Die jüngste Kirche im Iserlohner Raum ist die Evangelische Kreuzkirche in Sümmern, die im Jahr 1967 geweiht wurde. Sie entstand nach einem  Entwurf von Hubert Ossenberg-Engels.

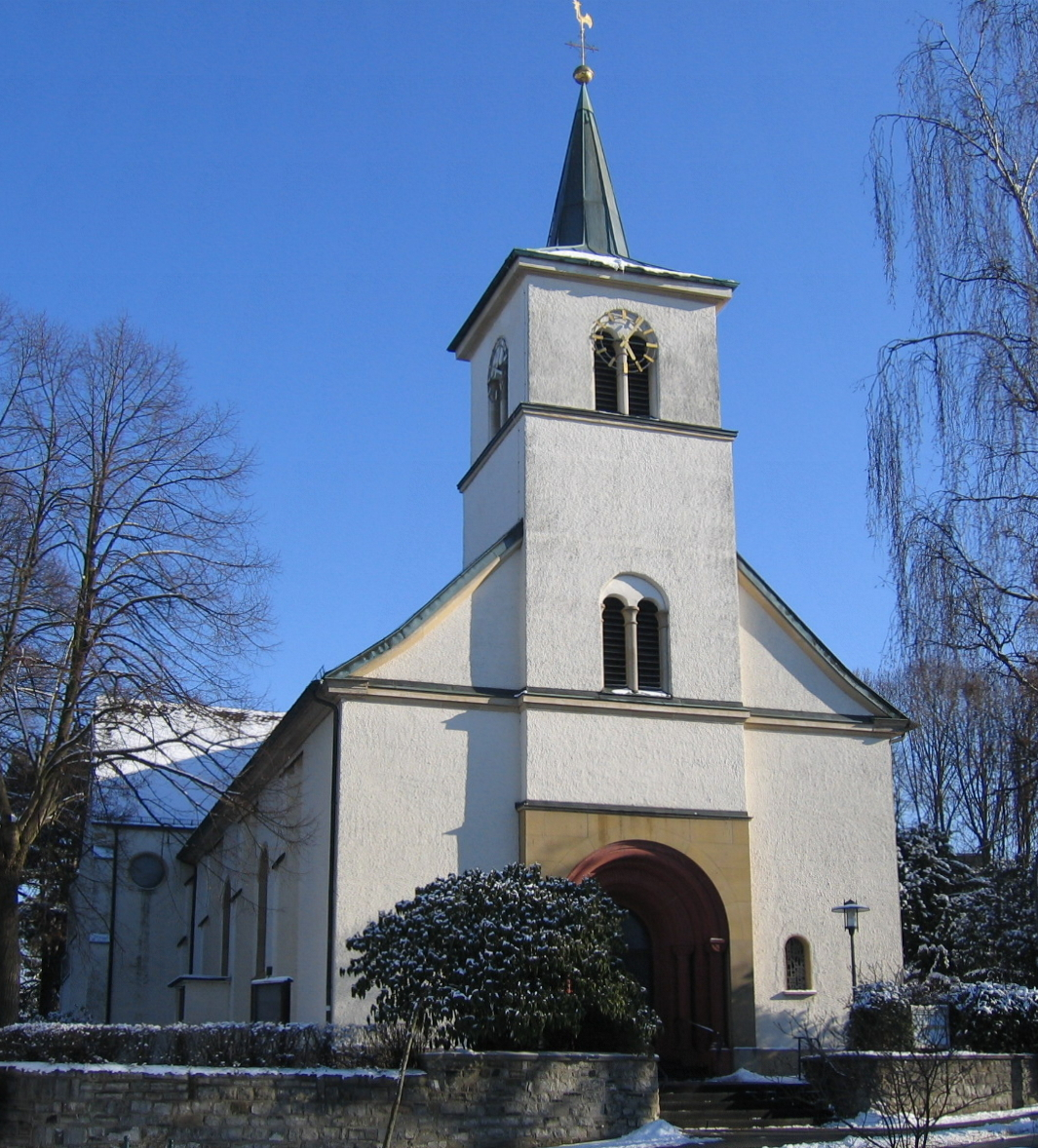
Katholische Kirche St. Gertrudis
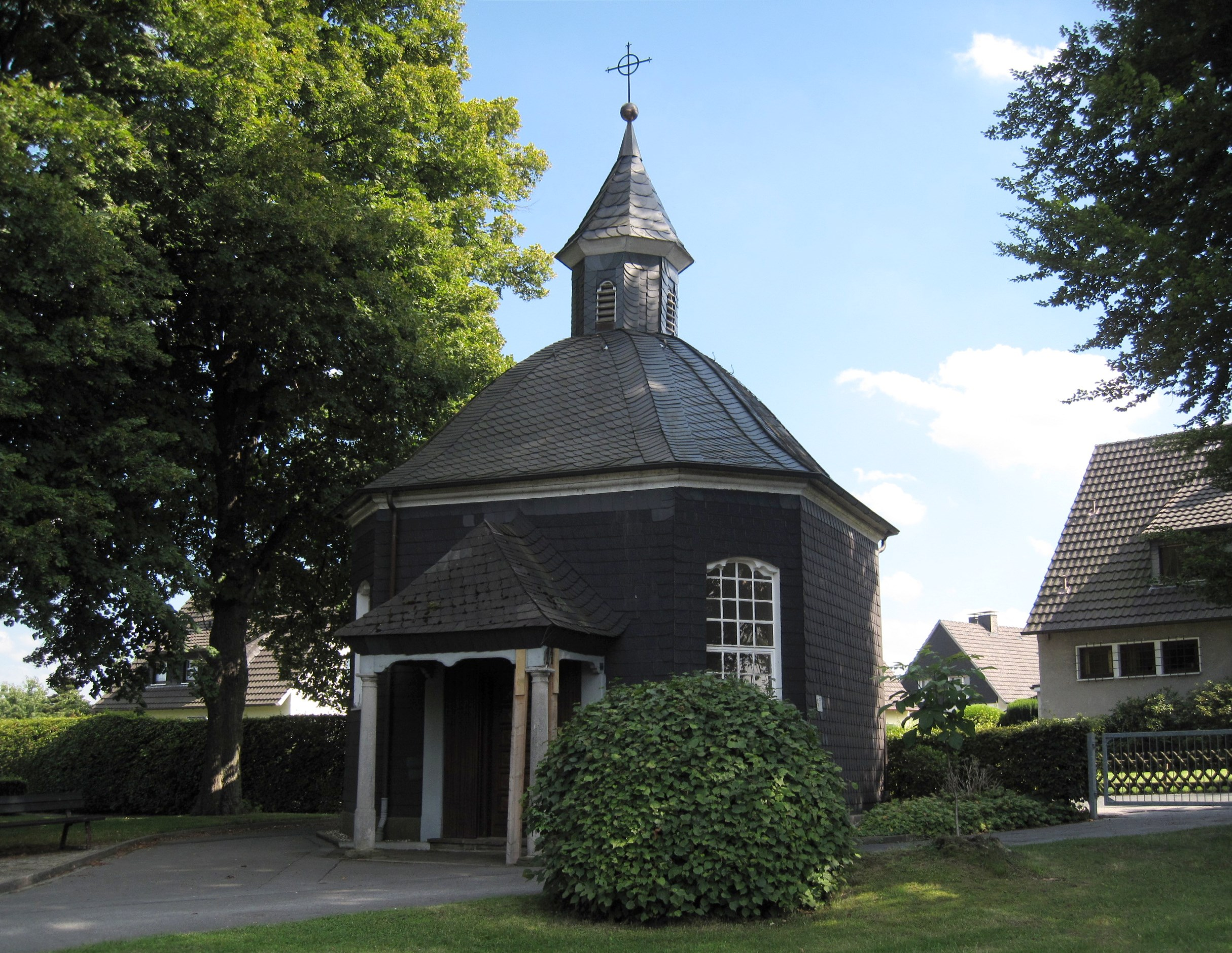
Katholische Kreuzkapelle oberhalb des Friedhofs
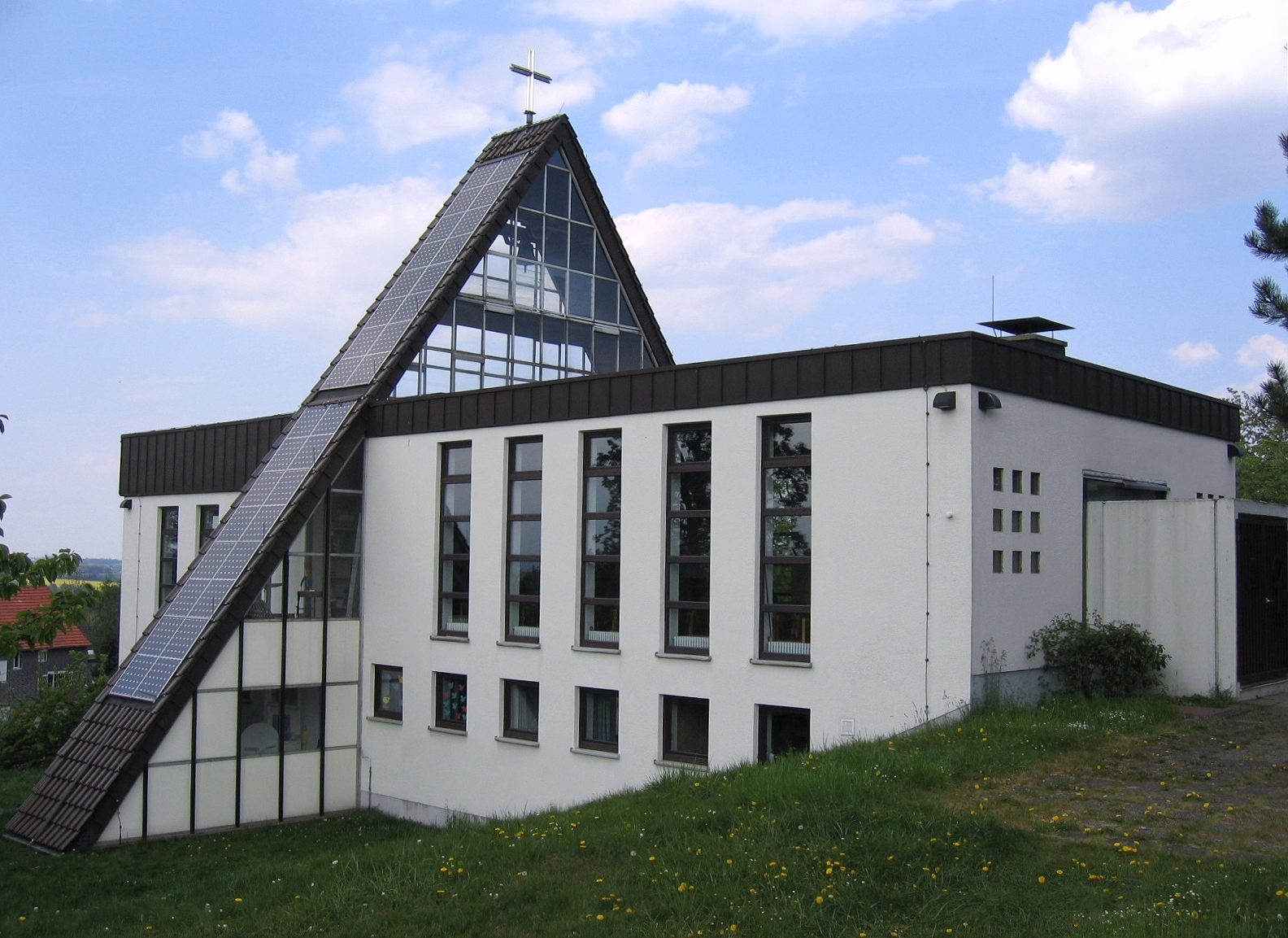
Evangelische Kreuzkirche

- An der Straße Burggräfte, auf dem Gelände der Grundschule, sind drei Wappensteine aufgestellt. Sie stammen vom ehemaligen Adelssitz in Sümmern. Der älteste von ihnen trägt die Jahreszahl 1694. Der Stein zeigt die Wappen des Albert von Westrem (mit dem Mittelschild der Kalff, der ersten adeligen Familie zu Sümmern) und seiner Ehefrau Elisabeth von Weichs zu Körtlinghausen. Vermutlich war der Stein über der Toreinfahrt der Burg oder über deren Eingang angebracht.

- Nördlich des Sümmerner Industriegebietes in Richtung Halingen liegt der seit 1792 im Familienbesitz befindliche Hof Drepper. Das Wohnhaus sowie der ältere Teil des Landmarktes stehen unter Denkmalschutz.

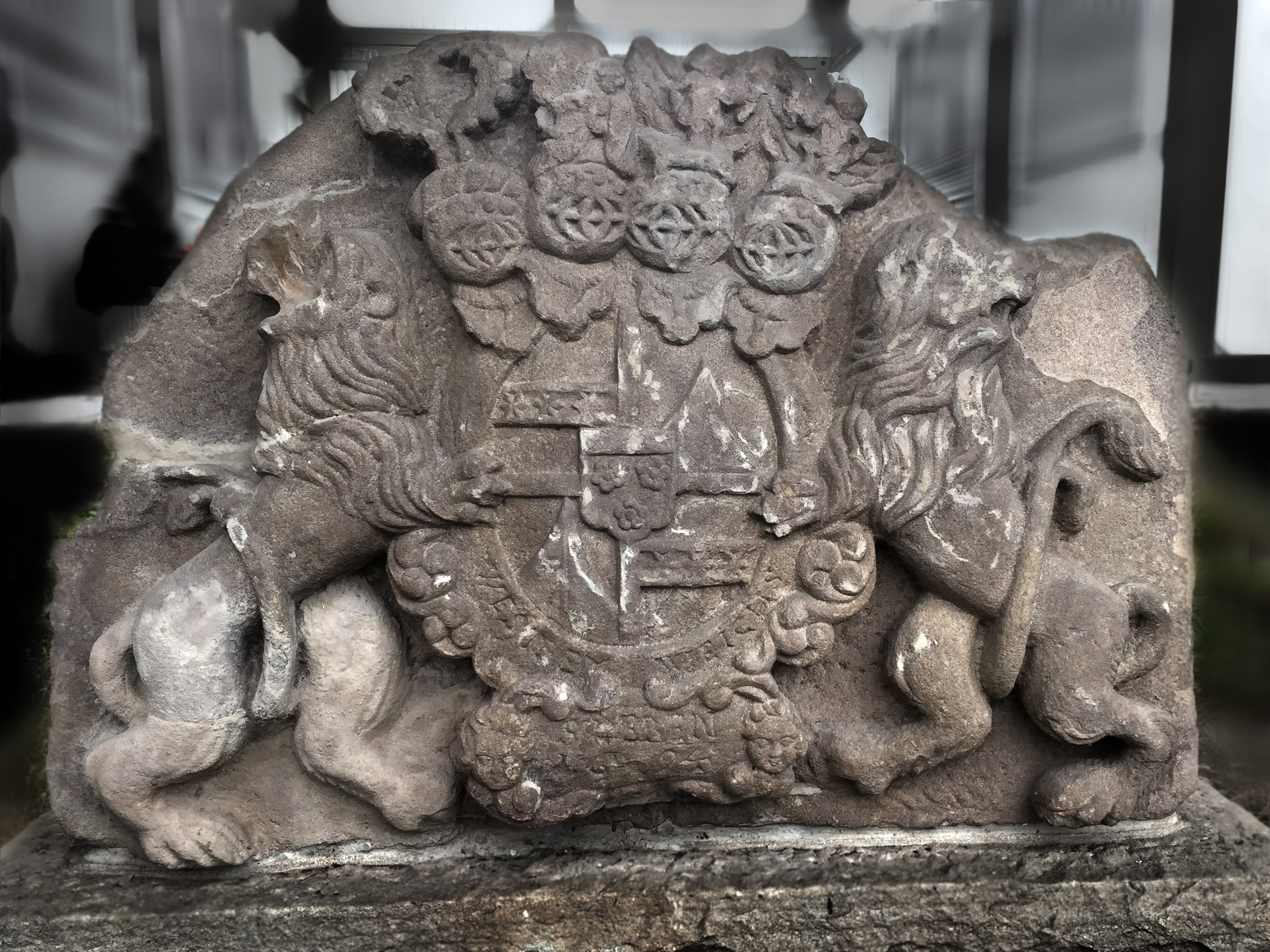
Wappenstein des Adelssitzes von 1694
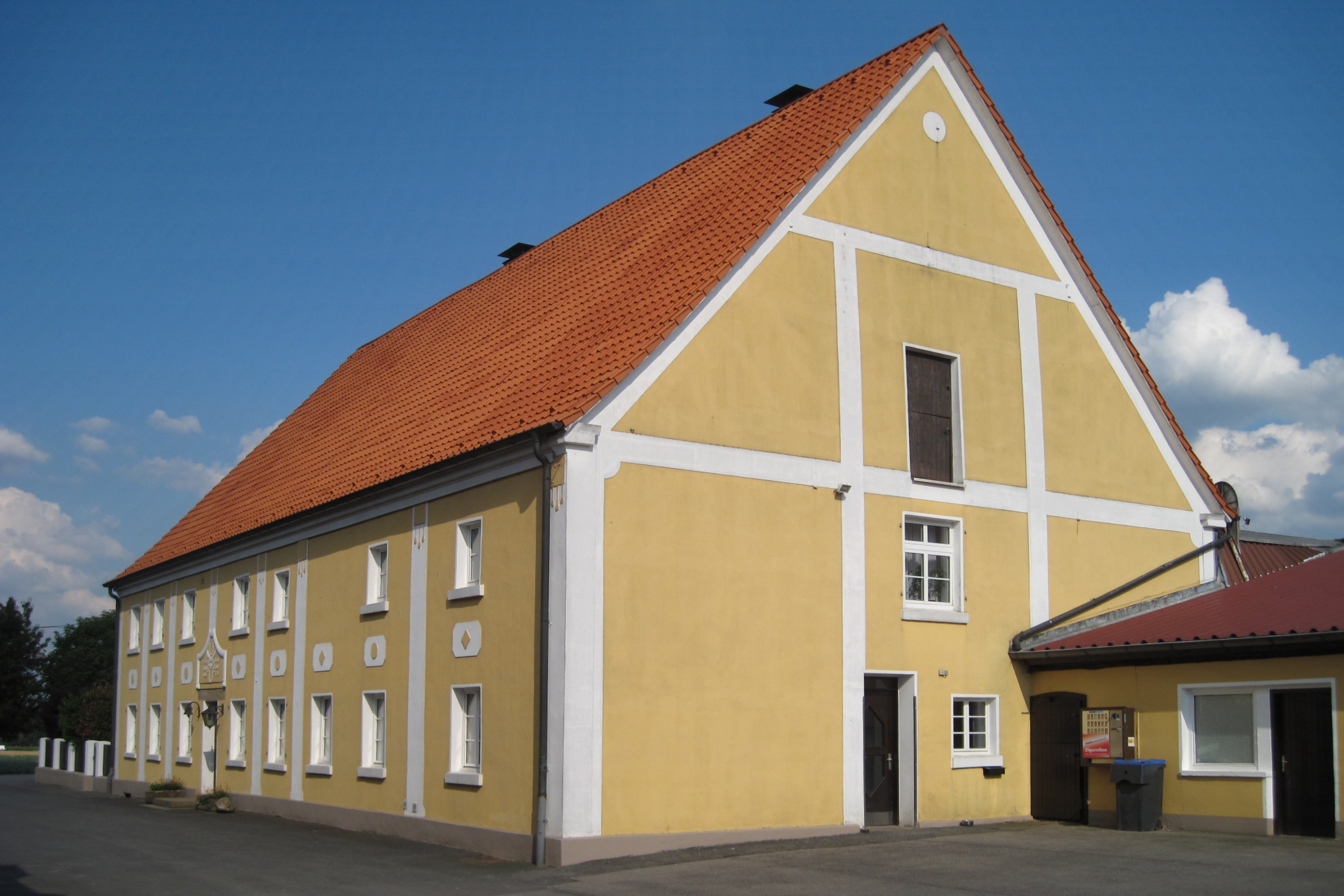
Hof Drepper – Wohn- und Wirtschaftsgebäude
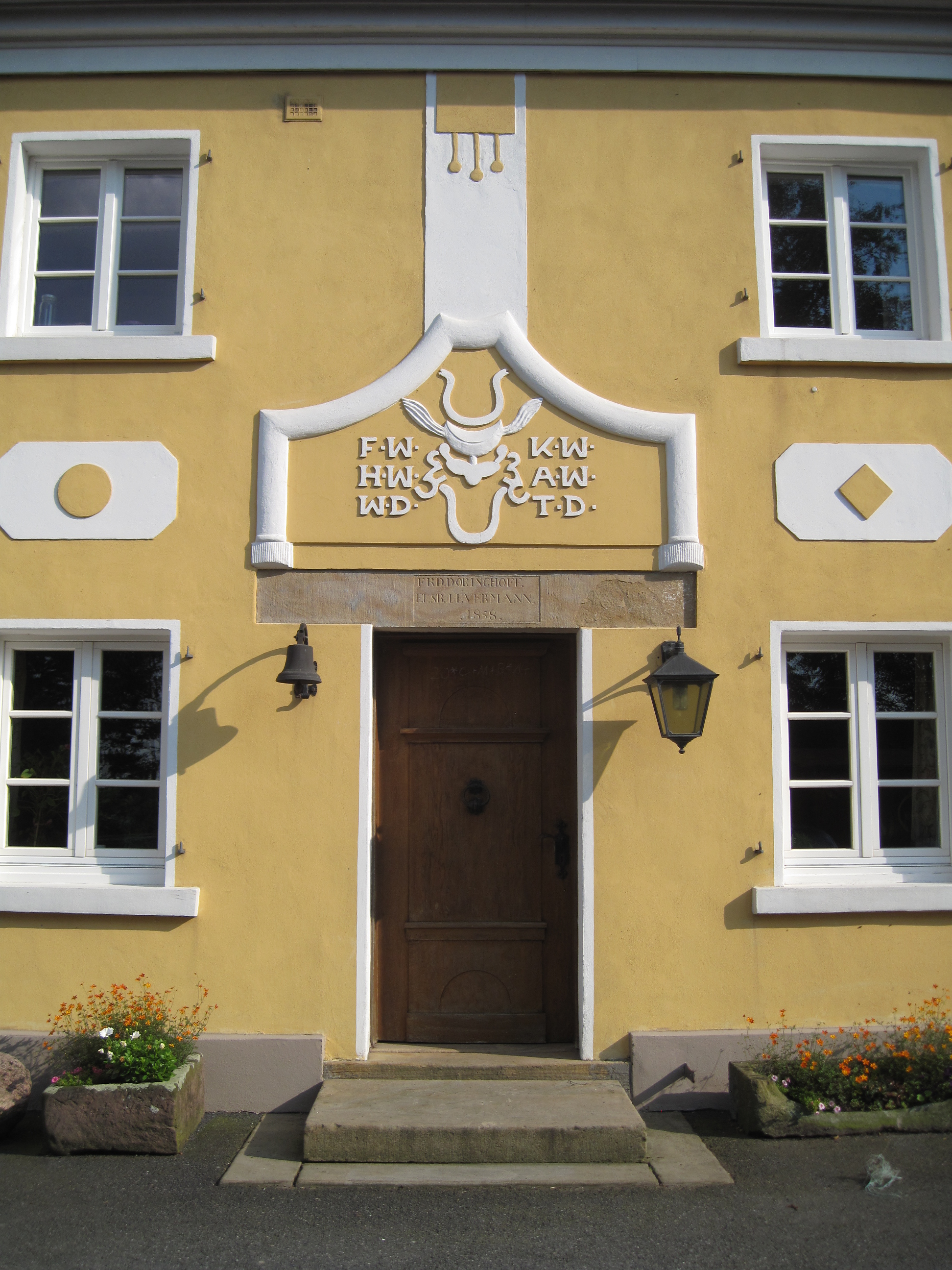
Eingang Hof Drepper

## Industriegebiet
Im Industriegebiet befindet sich die Inline-Skater-Halle „zöpidrom“, die unter anderem der Trainingsort der MSC Mambas ist.
Ebenfalls im Industriegebiet hat des Unternehmen Dornbracht seinen Standort, das dort seit vielen Jahren Armaturen unter anderem für Bad und Küche entwirft und herstellt. Ende der 1970er Jahre errichtete die Kirchhoff Gruppe ein Presswerk in diesem Gebiet. Das 1760 gegründete Feindrahtwerk Adolf Edelhoff verlegte 1989 seine Produktionsstätte in den Stadtteil Sümmern. Weitere ansässige Unternehmen sind die Lobbe Entsorgung West der Lobbe Holding mit Recycling- und Bringhofstandorten und der Schreibfedernhersteller Brause.

## Wappen
Das Wappen der ehemaligen Gemeinde Sümmern enthält – wie das aller Gemeinden des ehemaligen Amtes Menden – ein „Kuheisen“ über dem ein goldener Balken dargestellt ist. Darüber befinden sich drei silberne Rosen auf rotem Grund. Sowohl der Balken als auch die drei Rosen entstammen dem Familienwappen der Familie Sümmern. Das Wappen wurde am 15. April 1937 genehmigt.